# Info (Unix)
Az info egy szoftver alkalmazás, mely információkat ad ki, hivatkozások, dokumentumok és más sugó alakjában.
Az információ kiírása után az adatokon a következő opciókat tudunk előre-hátra haladni:
- n ugrás a következő oldalra.
- p ugrás az előző oldalra.
- u ugrás az első oldalra.
- l ugrás az utolsó oldalra

Először a GNU/Linux használatához írták, majd innen más Unix-támogató operációs rendszerbe is beiktatták.

## A szövegolvasók listája
- info
- pinfo
- tkman
- tkinfo
- khelpcenter (click "Browse Info Pages")
- emacs